# 根本美緒
根本 美緒（ねもと みお、1979年2月10日 - ）は、日本のフリーアナウンサー、気象予報士。主にテレビ番組などの「お天気コーナー」担当キャスターを得意としている。身長154cm、血液型はB型。東京都中央区出身。

## 来歴
8歳まで佃島で過ごす。
慶應義塾幼稚舎、慶應義塾中等部、慶應義塾女子高等学校、慶應義塾大学経済学部を卒業。学生時代はラクロス部に所属する傍ら、女性デュオsus4として活躍しデビューアルバム『Winter』を発売後、アニメ『おじゃる丸』エンディング曲「プリン賛歌」、アニメ『フォーチュン・クエストL』主題歌、CM「キリンレモン」、映画『踊る大捜査線』劇中歌「Odiex（The Theme of Teddy）」を手掛け、2000年に大学卒業を前に解散する。
2001年、宮城県仙台市に本社を置く東北放送（TBC）に入社。担当番組の企画で気象予報士の試験を受験、6回目で合格。2004年に退社した後に、出身地の東京に戻り、関口宏が代表を務める三桂に所属した。
2005年4月1日、プロ野球東北楽天ゴールデンイーグルスの誕生の年のホームゲーム初戦（フルキャストスタジアム宮城（現・楽天Koboスタジアム宮城）の杮落とし）の日に、JNNの現地リポーターとして場内スタンドからの中継を行う（実際の試合中継はTBCで宮城地区のみで試合中もスタンドからの熱気を伝えていた）。
フリー転身後は『みのもんたの朝ズバッ!』のお天気コーナーを担当のほか、環境省が主催する容器包装廃棄物排出抑制推進委員（3R推進マイスター）や「Cool Earth Ambassador」 に就任。また「レインボーマジック」と称して、子供たちへの絵本の読み聞かせ活動を行い、新潟県中越沖地震の被災地を訪問するなど多彩に活躍。
2008年にオリコンから発表された「好きなお天気キャスター、気象予報士」ランキングで総合5位にランクインしている。翌年の2009年のオリコンランキングでは総合4位（女性では1位）となった。
2009年10月1日に、大学病院に勤務する7歳年上の医師との結婚を発表した。同年12月に婚姻届提出・挙式。2010年7月31日に長女を出産したことを、TBSが翌日の8月1日に発表した。同年9月仕事復帰した。ブログ「ネモログ」の記述で長女のあだ名（ニックネーム）を「バブたん」と名付けて、普段を呼ぶ時の名前は「かんちゃん」と呼んでいることを公表している。
2010年、内閣府「災害被害を軽減する国民運動サポーター」に就任。
2012年8月1日付のブログ「ネモログ」において、夫の仕事の都合によりアメリカ・シカゴに、1年程度一家で暮らすことになったことを報告。このため、テレビ・ラジオのレギュラー番組を同年9月いっぱいで降板し、アナウンサー活動を一時休止する。なお同年秋にタケダ「ベンザブロックS」「ベンザ滋養液」のCMに出演。
2013年4月、シカゴで次女を出産。
2013年秋に日本での活動を再開。ただしこの時点で本人は、ブログ上ではあくまで「一時帰国」としていた。
2014年3月31日からTBSの朝の情報番組『いっぷく!』にお天気キャスターとして出演。
2016年1月15日、第3子妊娠を報告。5月19日、第3子男児を出産。
2020年、上智大学大学院地球環境学研究科（地球環境学専攻）修了。同大学院にて、気候変動による暑熱環境の変化が与える人間健康への影響を都市樹木の生態系サービスがどれだけ緩和できるのか経済評価する研究を実施。同年、東京大学大学院博士課程に入学。
2022年5月、新日本建物社外取締役就任。同年9月、千葉大学で開催された「日本ヒートアイランド学会」全国大会の「アカデミックセッション」に5人とともに連名で参加して発表した「時間層別化ケースクロスオーバー分析を含む複数手法による熱中症リスクモデルの評価比較」という題目の研究が、優秀な研究発表に対して表彰される「ベストポスター賞」を受賞した。
2023年6月、アステリア株式会社の社外監査役に就任。

## 人物・エピソード
- 小学校3年生から中学校2年生まで東京少年少女合唱団に所属し、中学1年生の時に国連本部で公演した経験をもつ。
- 高校2、3年生時ラクロス部。その他ソフトボール部やオーケストラ部に所属していた。
- 気象予報士の受験勉強をファミレスで毎日5時間、また月に2回、仙台から東京に新幹線で養成学校に通っていた。
- 父は都内で鳥料理店を経営しており、2009年6月5日放送の『えなりかずき!そらナビ』で、根本とえなりが取材で父親の店「Shamo & Bar 乃木坂 草庵」を訪れた様子が放送された。
- 仙台市に本拠を置くサッカークラブベガルタ仙台のファンである。
- 2006年2月9日放送の『クイズ!日本語王』（関東地区ほか、TBS）で、「まんげきょう」の書き取り問題に「万毛鏡」と解答した。
- 環境問題改善へのアプローチとして『ペンギン君が教える環境問題の本』（ポリー・ガジ／レイチェル・ルイス著、ゴマブックス）の監訳の他、学校訪問や環境省主催のイベントへの出演などに取り組んでいる。
- 環境省によるエコチル調査のサポーターである。

## 過去の出演

### テレビ
レギュラー・準レギュラー出演
- サタデー生ワイド そらナビ（CBC）
- 水曜ノンフィクション（2008年10月15日 - 2009年6月3日、TBS系）
- みのもんたの朝ズバッ!（2005年3月28日 - 2010年3月26日、TBS系） - お天気コーナー担当
- 早ズバッ!ナマたまご（2008年3月28日 - 2010年3月26日、TBS） - とれたてんき担当
- えなりかずき!そらナビ（2009年4月 - 2010年9月、CBC製作・TBS系）- 準レギュラー（1ヶ月に1 - 2回の割合で出演、当時RAG FAIRの奥村政佳と交代で）
- 週刊!健康カレンダー カラダのキモチ（CBC製作・TBS系）
- ごごネタ!クックTV（CBC製作・TBS系）
- 知りたがり!（気象関係のニュースがあったとき出演 フジテレビ系）
- ネモミからのEメール（TBC）
- 根本美緒の社会科見学（日テレG+、2009年3月まで）
- いっぷく!（2014年3月31日 - 2015年3月27日、TBS） - お天気コーナー担当
- 華大の知りたい!サタデー（2015年4月3日 - 2016年9月24日、BSフジ、） - MC
- すてきにハンドメイド（2016年11月 - 12月、NHK Eテレ） - 吉井歌奈子の代理司会
- ゴゴスマ -GO GO!Smile!-（2017年1月18日 - 2019年9月25日、CBC・TBS・TBC） - アシスタント〈隔週水曜担当〉
- グッとラック!（2019年9月30日 - 2021年3月26日、TBS系）

テレビドラマ
- 花嫁は厄年ッ! 第9話（2006年8月31日、TBS系） - 気象予報士 役
- 山田太郎ものがたり 最終話（2007年9月14日、TBS系） - 「タ（ゆう）ズバ!」の気象予報士 役
- こちら葛飾区亀有公園前派出所（2009年、TBS系） - 団子屋の女性 役

### ラジオ
- BAY LINE 7300（bayfm）
- 三宅裕司のサンデーハッピーパラダイス（ニッポン放送、2009年3月まで）
- 根本美緒のウェルエイジングライフ（ニッポン放送、2009年10月 - 2012年9月）
- コープみらいプレゼンツ 根本美緒 ハッピーライフキッチン（ニッポン放送、2013年9月30日 - 2014年3月24日）
- マイナビ農業presents 根本美緒のアグリのじかん（文化放送、2019年10月6日 - 2021年9月26日）

### 映画
- アイス・エイジ2（2006年、20世紀フォックス映画）
- チーム・バチスタの栄光（2008年、東宝系）- 事務職員役
- ジェネラル・ルージュの凱旋（2009年、東宝系）- 事務職員役

### CM
- 花王「めぐりズム 蒸気でホットアイマスク」
- タケダ「ベンザブロックS」「ベンザ滋養液」（2012年秋、綾瀬はるからと共演）
- 全日本あか毛和牛協会

## 出版物

### 写真集
- nemo・mi（2005年11月、竹書房、撮影：長屋和茂）ISBN 4-81242-438-0
- ソウルスケッチ（2007年9月6日、ワニブックス、撮影：長屋和茂）ISBN 978-4-8470-4037-5

### 書籍
- マニュアルのない職業就活ガイドシリーズ4「好感度No.1 お天気キャスターになる」（2009年2月26日、ゴマブックス）ISBN 978-4-7771-1270-8

### CD
- おーい空よ（バウンディ株式会社） - えなりかずきとのデュエット
- 「地球（あなた）へ」 - THE EARTH BEATS（KOUSAKU／chourus: NANA MIZUKI（水樹奈々）／エイジアエンジニア／eyes／ZOOCO／根本美緒／大林素子／Marugomi Kids）
2008年9月24日発売、「湾岸まるごとゴミ拾い～100年たっても地球（あなた）となかよし～」サポートソング

### DVD
- nemo・mi（2005年、竹書房）

## 東北放送在籍時の出演番組

### テレビ
- 河北新報ニュース
- 体感TVぐらまらす
- グッデイみやぎ
- ウォッチン!みやぎ

### ラジオ
- 河北新報ニュース（随時）
- 午後はおまかせ 漢太のウキウキラジオ